# Hans Scherfig
Hans Scherfig (ur. 8 kwietnia 1905, zm. 28 stycznia 1979) – duński pisarz i malarz. 

## Życiorys
Od 1945 roku był współpracownikiem komunistycznego pisma "Land og Folk". W swojej twórczości literackiej krytykował społeczeństwo mieszczańskie, co szczególnie jest widoczne w powieściach Radca Amsted zaginął (1938) oraz Skorpion (1953). W powieści Zamek Frydenholm (1962) dokonał analizy postaw Duńczyków w czasie II wojny światowej. Pisał także eseje i reportaże.